# Eleutera menziesii
Eleutera menziesii là một loài rêu trong họ Neckeraceae. Loài này được (Drumm.) Stuntz mô tả khoa học đầu tiên năm 1900.